# Gambling, Gods and LSD
Gambling, Gods and LSD ist ein essayistischer Dokumentarfilm von Peter Mettler aus dem Jahr 2002.

## Inhalt
Peter Mettler reist in seinem Film von Kanada über die USA und die Schweiz nach Indien. Dabei geht es ihm um Themen wie Glück, Schicksal, die Suche nach einem Sinn im Leben oder Transzendenzerfahrungen.
Mettler filmt die Ekstase der Mitglieder der Toronto Airport Christian Fellowship Church, während sie den Torontosegen empfangen. Andere Wahrnehmungserweiterungen schildern Dante Amore von Paradise Electro Stimulations in Las Vegas anhand seines Orgasmus-Stuhls, der Erfinder des LSD Albert Hofmann oder die ehemaligen Heroin-Konsumenten Christine Koch und Roger Greminger in Zürich. Der Pokerspieler Jose Alves breitet vor seinen Mitspielern die Knochenreste seiner verstorbenen Frau auf dem Kartentisch aus, die Feuertänzer Ajith Kumar und Jairo präsentieren ihre Künste, die Schauspieler Rani Mukerji und Govinda werden für einen Bollywood-Film vor alpiner Landschaft in Interlaken in Szene gesetzt, der Bombay Laughing Club lacht und ein Wissenschaftler der ETH Zürich, Christoph Richter, spekuliert über die Verbundenheit aller Menschen mittels horizontalem Gentransfer.
Alle Episoden sind kaleidoskopartig aneinandergefügt, wobei narrative und nicht-lineare assoziative Elemente einander abwechseln. Mettler selbst führt als Gesprächspartner der Protagonisten und gelegentlich als Erzähler durch seinen Film.

## Produktion
Die Aufnahmen für Gambling, Gods and LSD entstanden zwischen Herbst 1997 und Frühling 1999 auf Mettlers Reisen. Vier Themen gaben die konzeptionellen Leitlinien für die Dreharbeiten vor: der Wunsch nach Transzendierung, die Verleugnung des Todes, die Illusion von Sicherheit und das Verhältnis der Menschen zur Natur. Mettler sagte dazu: „Ich wollte eins zum nächsten führen lassen, dem Film erlauben, sich selbst zu machen – damit seine Struktur die Logik der Entfaltung des Lebens widerspiegelt.“ Im September 2001 beendete Mettler den Filmschnitt.
Mettler und die Produktionsfirma Grimthorpe Films in Toronto planten eine möglichst breit angelegte Kino- und Fernsehauswertung. Neben der Schweizer Produktionsfirma Maximage gingen sie daher auch eine Zusammenarbeit mit dem kanadischen Medienunternehmen Alliance Atlantis und dem deutsch-französischen Fernsehkanal Arte ein.
Mettler widmete den Film seinem Freund und Kollegen Andreas Züst, der während der Postproduktion verstorben war.

## Auszeichnungen
- 3sat-Dokumentarfilmpreis auf der Duisburger Filmwoche 2002
- Grand Prix UBS und Prix de Jeune Public auf Visions du Réel, Nyon, 2002
- NFB Best Documentary Award auf dem Festival du Nouveau Cinéma Montréal, Montreal, 2002
- National Film Board Award „Bester Dokumentarfilm“ auf dem Vancouver International Film Festival 2002
- Genie Award „Bester Dokumentarfilm“ der kanadischen Akademie für Kino und Fernsehen 2003

## Rezeption
Gambling, Gods and LSD wurde mit Chris Markers Sans Soleil – Unsichtbare Sonne (1982), Richard Linklaters Waking Life (2001), und den Mondo-Filmen der 1970er Jahre von Jacopetti und anderen verglichen.
Michelle Devereaux von der kanadischen Zeitschrift Exclaim! erlebte eine „berauschende, fesselnde Meditation über die Idee der Meditation und der Transzendenz selbst. […] Es gibt Momente in diesem Film, die wirklich Ehrfurcht einflößen: vor allem eine unheimliche Aufnahme des implodierenden Aladdin-Hotels in Las Vegas aus dem Blickwinkel des Hotelzimmers einer schlafenden Frau auf der anderen Straßenseite. Sie mischen sich mit Momenten von banaler Schönheit und glorreicher Komplexität. Um ehrlich zu sein, für eine moderne Heidin wie mich, für die das Anschauen eines wirklich großartigen Films einer kleinen spirituellen Erweckung gleichkommt, ist Gambling, Gods and LSD so ähnlich wie ein Kirchgang. Man sollte nur nicht in der ersten Bank einnicken.“
Sascha Lara Bleuler von Cineman.ch fasste den Inhalt des Films wie folgt zusammen: „Zentrale Themen des Menschseins scheinen sich herauszukristallisieren, bevor sie sich wieder im Bilderfluss verlieren: der Wunsch nach Rausch und Transzendenz, die Verleugnung des Todes, Sehnsucht nach Sicherheit, Suche nach Gott und Trost und nach den verlorenen Fähigkeiten des Kindes.“ Die Symbiose von Ton und Bild forme einen Klangteppich, „der nur so strotzt vor tontüftlerischer Genialität. Die Grenzen zwischen Originaltönen, Musikaufnahmen und Kompositionen sind oft nicht klar gezogen, wodurch der Höreindruck des Zuschauers gesteigert und die visuelle Ebene stimuliert wird.“
Catherine Russell schrieb in der Online-Ausgabe der amerikanischen Filmzeitschrift Jump Cut: „Die Reise von Peter Mettler ist eine sehr persönliche Reise, und die Eigenheiten des Films sind die eines Flaneurs, der sich von den Kuriositäten des Alltags ein wenig entfernt hat. Und ich werde die Erste sein, die zugibt, dass die Naivität des Filmemachers etwas nervt, wenn er mit seiner Kamera herumstochert, während er mit seiner Tonspur zusammenknüpft und beruhigt. Doch suggeriert der Film, dass es eine Art von Wissen gibt, eine Art, in der Welt zu sein, die dem Kino eigen ist. Ich möchte behaupten, dass Gambling Gods and LSD durch die Überlagerung von ethnografischen und experimentellen Darstellungsmethoden eine epistemologische Form der Cinephilie ins Spiel bringt.“
Frank Brenner von der Filmzeitschrift Schnitt fand zwar, dass viele Einstellung „mitunter auch länger [sind,] als ihnen selbst gut tut“, er habe jedoch nach drei Stunden „zumindest das Problem gelöst, was den Film zusammenhält. Es ist die Frage, was den Menschen auf unserem Planeten heutzutage dabei hilft, an der Tatsache ihrer individuellen Sterblichkeit nicht zu verzweifeln. Drei von vielen Antwortmöglichkeiten auf diese Frage erschließen sich in den Gesprächen des Regisseurs während des Films und liefern ihm seinen Titel.“
Jamie Russell von der BBC sprach von einer „hippiehaften Mischung aus religiöser Ehrfurcht und künstlerischem Bombast“, deren „einzelne Segmente mit einer Auswahl von Naturbildern wie sprudelnden Bächen, schwebenden Wolken und fallenden Blättern durchsetzt“ seien und meint: „Der Sinn dieser zusammenhangslosen Abschnitte wird nie ganz klar. Was jedoch offensichtlich ist, ist Mettlers überheblicher/prätentiöser (streichen Sie das Zutreffende) Glaube an seine eigene Kunstfertigkeit.“